# Мателандия
Мателандия (порт. Matelândia) — муниципалитет в Бразилии, входит в штат Парана. Составная часть мезорегиона Запад штата Парана. Входит в экономико-статистический микрорегион Фос-ду-Игуасу. Население составляет 14 884 человека на 2006 год. Занимает площадь 639,746 км². Плотность населения — 23,3 чел./км².
Праздник города — 25 июля.

## История
Город основан 28 ноября 1960 года.

## Статистика
- Валовой внутренний продукт на 2003 год составляет 200 850 334,00 реалов (данные: Бразильский институт географии и статистики).
- Валовой внутренний продукт на душу населения на 2003 год составляет 13 722,10 реалов (данные: Бразильский институт географии и статистики).
- Индекс развития человеческого потенциала на 2000 год составляет 0,760 (данные: Программа развития ООН).